# Устье-Тэмъёль
Устье-Тэмъёль (устар. Устье-Темъёль) — река в России, протекает по территории Вуктыльского округа в Республике Коми. Устье реки находится в 10 км по левому берегу реки Щугор. Длина реки составляет 10 км.
Река начинается в холмах в 8 километрах к северо-востоку от деревни Кырта. Генеральное направление течения — север, в верхнем течении река течёт параллельно Печоре, к востоку от неё, отделена грядой холмов (высшая точка — холм Ыджид высотой 173 м НУМ). Всё течение проходит по ненаселённой, холмистой тайге. Впадает в Щугор в 10 км к юго-востоку от деревни Усть-Щугор в 200 м ниже устья Медвежьей. Ширина реки на всём протяжении не превышает 10 м, именованных притоков нет.

## Данные водного реестра
По данным государственного водного реестра России относится к Двинско-Печорскому бассейновому округу, водохозяйственный участок реки — Печора от водомерного поста у посёлка Шердино до впадения реки Уса, речной подбассейн реки — бассейны притоков Печоры до впадения Усы. Речной бассейн реки — Печора.
Код объекта в государственном водном реестре — 03050100212103000062965.